# کینگ کونگ (فیلم ۲۰۰۵)

لوگوی فیلم سینمایی کینگ کونگ

کینگ کونگ (به انگلیسی: King Kong) فیلمی در سبک هیولایی، حماسی و ماجراجویی است که در سال ۲۰۰۵ منتشر شد و پیتر جکسون آن را نویسندگی، تهیه‌کنندگی و کارگردانی کرده‌است. این فیلم بازسازی فیلمی به همین نام در سال ۱۹۳۳ است. ستاره‌های فیلم نائومی واتس، جک بلک و آدرین برودی هستند و بازیگری ضبط حرکتی در نقش کینگ کونگ را اندی سرکیس بر عهده دارد. در فیلم سال ۱۹۳۳، داستان کینگ کنگ روایت یک کارگردان است که دارای رویاهای بیش از حد بلندپروازانه است و تیم فیلمسازی و خدمه کشتی خود را مجبور به سفر به جزیره مرموز جمجمه می‌کند. در آن جا آن‌ها با کونگ مواجه می‌شوند، گوریل افسانه‌ای غول‌پیکر که او را می‌گیرند و اسیر می‌کنند و در نیویورک او را به نمایش عموم درمی‌آورند که با نتایج غم‌انگیزی همراه است.

## بودجه
این فیلم با بودجه‌ای ۱۵۰ میلیون دلاری کار خود را شروع کرد و سپس با رسیدن به بودجهٔ ۲۰۷ میلیون دلاری به یکی از پر هزینه‌ترین فیلم‌های تاریخ سینما تبدیل شد.

## پخش فیلم
فیلم در ۱۴ دسامبر سال ۲۰۰۵ در آلمان و در ۱۶ دسامبر سال ۲۰۰۵ در ایالات متحده به پخش درآمد و در هفته اول اکران ۵۰٫۱ میلیون دلار فروخت. با این که کمتر از حدی که فکر می‌شد فیلم به نمایش درآمده بود، کینگ کنگ به فروشی بزرگ چه در داخل آمریکا و چه در سطح جهانی دست یافت که سرانجام به فروش ۵۶۰ میلیون دلاری رسید، که به چهارمین فیلم پرفروش تاریخ یونیورسال پیکچرز شد. همچنین در رسانه خانگی نیز ۱۰۰ میلیون دلار به فروش رساند.

## جوایز

### جوایز اسکار
| جایزه                             | دریافت کننده گان                                     | نتیجه    |
| --------------------------------- | ---------------------------------------------------- | -------- |
| جایزه اسکار بهترین صداگذاری       | مایک هاپکینز، اثان ون در رایان                       | برنده    |
| جایزه اسکار بهترین میکس صدا       | کریستوفر بویز، مایکل سمانیک                          | برنده    |
| جایزه اسکار بهترین جلوه‌های تصویری | ریچارد تیلر، جو لتری، برایت وانت هول و کریستین ریورز | برنده    |
| جایزه اسکار بهترین طراحی صحنه     | گرنت ماژور، دن حنا و سایمون برایت                    | نامزدشده |

### جوایز گلدن گلوب
| جایزه                            | دریافت کننده گان  | نتیجه    |
| -------------------------------- | ----------------- | -------- |
| جایزه گلدن گلوب بهترین کارگردانی | پیتر جکسون        | نامزدشده |
| جایزه گلدن گلوب بهترین موسیقی    | جیمز نیوتن هاوارد | نامزدشده |

### جوایز بفتا
| جایزه                           | دریافت کننده گان                                            | نتیجه    |
| ------------------------------- | ----------------------------------------------------------- | -------- |
| جایزه بفتای بهترین صداگذاری     | کریستوفر بویز، هاموند پیک، مایکل هاپکینز و اثان ون در رایان | نامزدشده |
| جایزه بفتای بهترین طراحی صحنه   | گرنت ماژور، دن حنا، سایمون برایت                            | نامزدشده |
| جایزه بفتای بهترین جلوه‌های ویژه | ریچارد تیلر، جو لتری، کریستین ریورز و برین وانت هول         | برنده    |

## انتقادات
فیلم با نقدهای مثبتی از سوی منتقدان رو به رو شد و در چندین فهرست «ده فیلم برتر سال ۲۰۰۵» جای گرفت. منتقدان در نقدهای خود به ستایش جلوه‌های ویژه، اجراها و حس منظره‌ها پرداختند و آن را با فیلم سال ۱۹۳۳ مقایسه کردند، اگر چه برخی از منتقدان به دلیل پخش ۳ ساعته، فیلم را مورد انتقاد قرار دادند. کینگ کونگ برنده سه جایزه اسکار برای بهترین تدوین صدا، بهترین میکس صدا و بهترین جلوه‌های تصویری شد.

## داستان
فیلم در نیویورک و در سال ۱۹۳۳ هم‌زمان با رکود بزرگ آغاز می‌شود. ان دارو بازیگر زن جوانی است که به تازگی کارش را از دست داده‌است. کارگردانی به او پیشنهاد بازی در فیلمی را می‌دهد. آنها می‌خواهند فیلم را در جزیره‌ای بسازند. جزیره جمجمه جزیره ناشناخته و دور افتاده‌ای است که کسی به آن سفر نکرده ولی کارگردان نامش را شنیده و بدون اطلاع قبلی به خدمه از کاپیتان می‌خواهد آنها را به سوی آن جزیره هدایت کند. وقتی به جزیره می‌رسند با بومیان و مراسم عجیبشان روبرو می‌شوند.
همان شب به کشتی برمی گردند ولی بومیان به دنبال آنها آمده، ان را می‌ربایند تا به کونگ پیشکش کنند. جک و دیگر خدمه به دنبال آن راهی جزیره می‌شوند و هنگامی که کونگ با ان راهی اعماق جنگل می‌شوند همه خدمه همراه جک راهی می‌شوند تا ان را بازپس بگیرند. در آنجا متوجه وجود موجوداتی عجیب و غریب که مانند گوریل غول پیکرند می‌شوند. جک به دنبال آن می‌رود و کارگردان نقشه گرفتار کردن و بردن کونگ با کشتی را می‌کشد.
پس از بردن کونگ به نیویورک در یک نمایش عمومی گوریل را به زنجیر می‌کشند تا مردم را مسحور تماشای این موجود غول پیکر کنند. تجارت پر سودی به نظر می‌رسد، اما کونگ از دیدن دختری شبیه ان هیجان زده و خشمگین زنجیر پاره می‌کند و در شهر معرکه ای به پا می‌شود. ان خود به دیدار کونگ می‌آید تا او را آرام کند، ارتش مداخله می‌کند تا گوریل را بکشد. کونگ ان را برمی‌دارد و به بالای برج امپایر استیت می‌رود. هواپیماها می‌رسند و کونگ با آنها مبارزه می‌کند، سرانجام زخمی شده، ان را رها می‌کند تا برود و خود از بالای برج سقوط می‌کند و می‌میرد.